# Locharna pica
Locharna pica är en fjärilsart som beskrevs av Chao 1985. Locharna pica ingår i släktet Locharna och familjen tofsspinnare. Inga underarter finns listade i Catalogue of Life.